# Lars Ramqvist
Lars Henry Ramqvist, född 2 november 1938 i Grängesberg, död 20 maj 2023, var en svensk kemist och företagsledare.

## Biografi

### Tidiga år och utbildning
Lars Ramqvists far är gruvfogden och industrifotografen Henry Ramqvist, och modern Alice var dotter till Wiktor Södersten, som var ordförande i gruvettan under en storstrejk 1928, och syster till nationalekonomen Bo Södersten. En av hans kusiner på mödernet är Anders Milton. Ramqvist växte upp i Grängesberg och en av hans barndomskamrater var Villy Bergström. I barndomen gick han med i scouterna och i ungdomen i SSU. Musik var en viktig del i Ramqvists ungdom, och han spelade själv saxofon.
Han studerade vid Uppsala universitet där han 1969 blev filosofie doktor och docent i oorganisk kemi. 
Ramqvist fick anställning vid Stora Kopparbergs Bergslags AB 1963, och började 1965 arbeta vid Axel Johnson-institutet som han var förståndare för från 1976 till 1980.

### Ericsson
År 1980 började han arbeta inom Ericssonkoncernen, där han var direktör för division S för informationssystem. Vid fusionen med Datasaab blev han vice verkställande direktör för Ericsson Information Systems, vilket var ett bolag vars affärsidé Ramqvist utarbetat. Senare blev han VD för Rifa AB, vice VD inom koncernen 1986–1988, var VD för Ericsson Radio Systems AB 1988–1990 och därefter VD och koncernchef för Ericssonkoncernen maj 1990–mars 1998. Han var därefter styrelseordförande inom Ericsson 1998–2002. Ramqvist och hans efterträdare på VD-posten, Sven-Christer Nilsson, hade olika syn på hur VD-posten och Ericsson skulle skötas, vilket ledde till en ohållbar situation mellan VD och styrelseordförande. När Nilsson sparkades som VD sommaren 1999 återinträdde Ramqvist en tid som koncernchef.

### Övriga styrelseuppdrag
Ramqvist var ordförande för Skandia AB, men avgick 2003. Han utsågs till styrelseordförande i Volvo 1999, men avgick 2004 efter att ha kritiserats för sin roll i Skandiaaffären.
Sedan ungdomen politiskt engagerad ingick Ramqvist i regeringens näringslivsråd som i mitten av 1990-talet beslutade om värnskatten.
Han var ledamot av Kungliga Vetenskapsakademien och av Kungliga Ingenjörsvetenskapsakademien från 1987.